# Bisdom Cuddapah
Het bisdom Cuddapah (Latijn: Dioecesis Cuddapahensis) is een rooms-katholiek bisdom met als zetel Kadapa, in India. Het bisdom is suffragaan aan het aartsbisdom Hyderabad. 

## Geschiedenis
Het bisdom werd opgericht op 19 oktober 1976, uit delen van het bisdom Nellore. 

## Parochies
Het bisdom had in 2021 een oppervlakte van 31.019 km2 en telde 7.369.200 inwoners waarvan 1,9% rooms-katholiek was.

## Bisschoppen
- Abraham Aruliah Somavarapa (28 oktober 1976 - 24 januari 1998)
- Prakash Mallavarapu (22 may 1998 - 26 juli 2002)
- Doraboina Moses Prakasam (26 juli 2002 - 7 december 2006)
- Prasad Gallela (31 januari 2008 - 10 december 2018)
  - Bali Gali (apostolisch administrator: 10 december 2018 - heden)

Hyderabad (aartsbisdom) · Adilabad (Syro-Malabar) · Cuddapah · Khammam · Kurnool · Nalgonda · Warangal